# Prix de l'Académie française Maurice-Genevoix
Ne doit pas être confondu avec Prix Maurice-Genevoix (fondé en 1985).
Le prix de l'Académie française Maurice-Genevoix est l'un des prix littéraires de l'Académie française. Il a été fondé en 2004 et est décerné chaque année à un ouvrage illustrant les valeurs morales et humaines qui ont guidé Maurice Genevoix, secrétaire perpétuel de l’Académie française, dans sa vie et dans son œuvre.

## Liste des lauréats

### Années 2000
- 2004 : Daniel Maximin pour Tu, c'est l'enfance
- 2005 : Stéphane Audeguy pour La Théorie des nuages
- 2006 : Brina Svit pour Un cœur de trop
- 2007 : Jacques Godbout pour La Concierge du Panthéon
- 2008 : Marie Didier pour Morte-saison sur la ficelle et autres récits
- 2009 : Pierre Oster pour Pratique de l'éloge
- 2010 : Kenneth White pour Les Affinités extrêmes

### Années 2010
- 2011 : Alain Borer pour Le Ciel et la Carte. Carnet de voyage dans les mers du Sud à bord de La Boudeuse
- 2012 : Thierry Laget pour La Lanterne d'Aristote
- 2013 : Jean-Loup Trassard pour L'Homme des haies
- 2014 : Bernard Maris pour L'Homme dans la guerre. Maurice Genevoix face à Ernst Jünger
- 2015 : Dominique Fabre pour L'Inspiration de son œuvre
- 2016 : Élisabeth Barillé pour L'Oreille d'or
- 2017 : Nicolas Mariot pour Histoire d'un sacrifice. Robert, Alice et la guerre
- 2018 : Charles Dupêchez pour Hortense et Marie. Une si belle amitié
- 2019 : Jean-Marie Planes pour Une vie de soleil et l’ensemble de son oeuvre

### Années 2020
- 2020 : Arthur Lochmann pour La Vie solide. La charpente comme éthique du faire
- 2021 : Michel Bernard pour Le Bon Sens
- 2022 : Louis-Henri de La Rochefoucauld pour Châteaux de sable
- 2023 : Sibylle Grimbert pour Le dernier des siens
- 2024 : Alice Renard pour La Colère et l'Envie